# Granatnik HK69A1
HK69A1 – niemiecki samodzielny granatnik jednostrzałowy kalibru 40 mm.
W latach 70 XX w. firma HK rozpoczęła produkcję granatnika HK69. Była to uniwersalna broń, która mogła być wykorzystywana jako granatnik podwieszany lub samodzielny (po dołączeniu kolby). Eksploatacja HK69 wykazała, że świetnie spisuje się on w wersji samodzielnej, natomiast ładowanie granatnika podwieszonego pod lufę karabinu jest niewygodne, a podwieszony granatnik utrudnia obsługę karabinu. Dlatego postanowiono opracować wyspecjalizowany granatnik podwieszany (późniejszy HK 79), a jednocześnie rozpoczęto prace nad modernizacją HK69. Istniała wersja na amunicję przystosowaną do potrzeb sił policyjnych o innej długości łuski zwana MZP-1 – początkowo takie miały znajdować się na uzbrojeniu JW 2305 „GROM” (źródło: M.M.S. „Komandos” z roku 1996).
Nowy granatnik pomimo podobnego oznaczenia i zachowania zasady działania HK69 był nową konstrukcją. HK 69A1 został wyposażony w wysuwaną kolbę i składanymi przyrządami celowniczymi na wierzchu lufy. Podobnie jak w przypadku HK69 ładowanie odbywało się poprzez złamanie lufy. 
Istnieje wariant produkowany w przeszłości dla formacji policyjnych, przystosowany do miotania granatów z gazem łzawiącym lub flar sygnałowych, chodziło o amunicję nie będącą z uwagi na kaliber bądź długość łuski zamiennej z wojskową, co miało podkreślać cywilny charakter tej odmiany i być może uniemożliwiać używanie do niego amunicji ściśle wojskowej, w razie utraty broni przez policjanta – co w trakcie tłumienia zamieszek jest realne (źródło: M.M.S. „Komandos” z roku 1996).